# Sander Raieste
Sander Raieste (nacido el 31 de marzo de 1999 en Tallin, Estonia), es un jugador de baloncesto estonio que actualmente milita en el UCAM Murcia CB de la liga ACB.

## Carrera deportiva
El alero, internacional con Estonia, en 2015 fue jugador más valorado del campeonato de Europa U16B y debutaría en la liga de su país en las filas del Audentese SG de la primera división estonia, equipo con el que ha disputaría un total de 26 partidos en la temporada 2015-16, en los que promedia 7.6 puntos, 4 rebotes y 1.3 asistencias en 24 minutos de media.
En 2016, firma con el Saski Baskonia un contrato por 5 años con apenas 17 años, para militar en la temporada 2016-17 en las categorías inferiores del club vitoriano, formando parte de la plantilla de Fundación 5+11 ya que sería su último año de júnior y alternando las convocatorias y los entrenamientos con el primer equipo. Tras debutar en pretemporada con el primer equipo baskonista, es considerado uno de los tirados más prometedores del baloncesto europeo.
En la temporada 2024-25, disputó 23 partidos de Liga Endesa con el Saski Baskonia y al término de la temporada abandonaría el club después de 8 temporadas en el conjunto vitoriano.
El 12 de julio de 2025, firma por el UCAM Murcia de la liga ACB española.

### Selección nacional
- 2014. Estonia. Europeo Sub-16 División B, en Strumice (Macedonia).
- 2015. Estonia. Europeo Sub-16 División B, en Sofia (Bulgaria).

En septiembre de 2022 disputó con el combinado absoluto estonio el EuroBasket 2022, finalizando en decimonovena posición.

## Palmarés
- 2015. Estonia. Europeo Sub-16 División B, en Sofia (Bulgaria). Oro.